# Адамівка (Березівський район)
Ада́мівка — село Іванівської селищної громади Березівського району Одеської області в Україні. Населення становить 186 осіб.

## Історія
Місцевість відома з 1868 року під назвою Адамівські хутори. Пізніше хутори злилися в невелике село під назвою Адамівка, до якої згодом влилися два сусідніх села: Арсулівка — що знаходилася північніше, дорогою на Янівку, і Вандалинівка — на південь, дорогою на Северинівку.
У 1923—1946 роках існувала Адамівська сільська рада, до якої входили такі населені пункти: села Адамівка, Ново-Вандалинівка, хутори Тарасова, Діброва.
У 1996—2013 роках діяла Адамівська загальносвітня школа першої ступені Іванівської районної ради. На даний час школа не працює, недалеко від школи діяв сільський клуб. Також в селі існувала сільська бібліотека, пошта, є фельдшерсько-акушерський пункт, але останні 10 років він не працює.
Раніше в селі працював клуб, бібліотека та магазин, які зараз не існують.
За даними Іванівської селищної ради станом на 2021 рік в селі зареєстровано 272 осіб, фактично проживає 186 осіб.
У селі зберігся старий вітровий млин, один з чотирьох в Одеській області.

## Населення

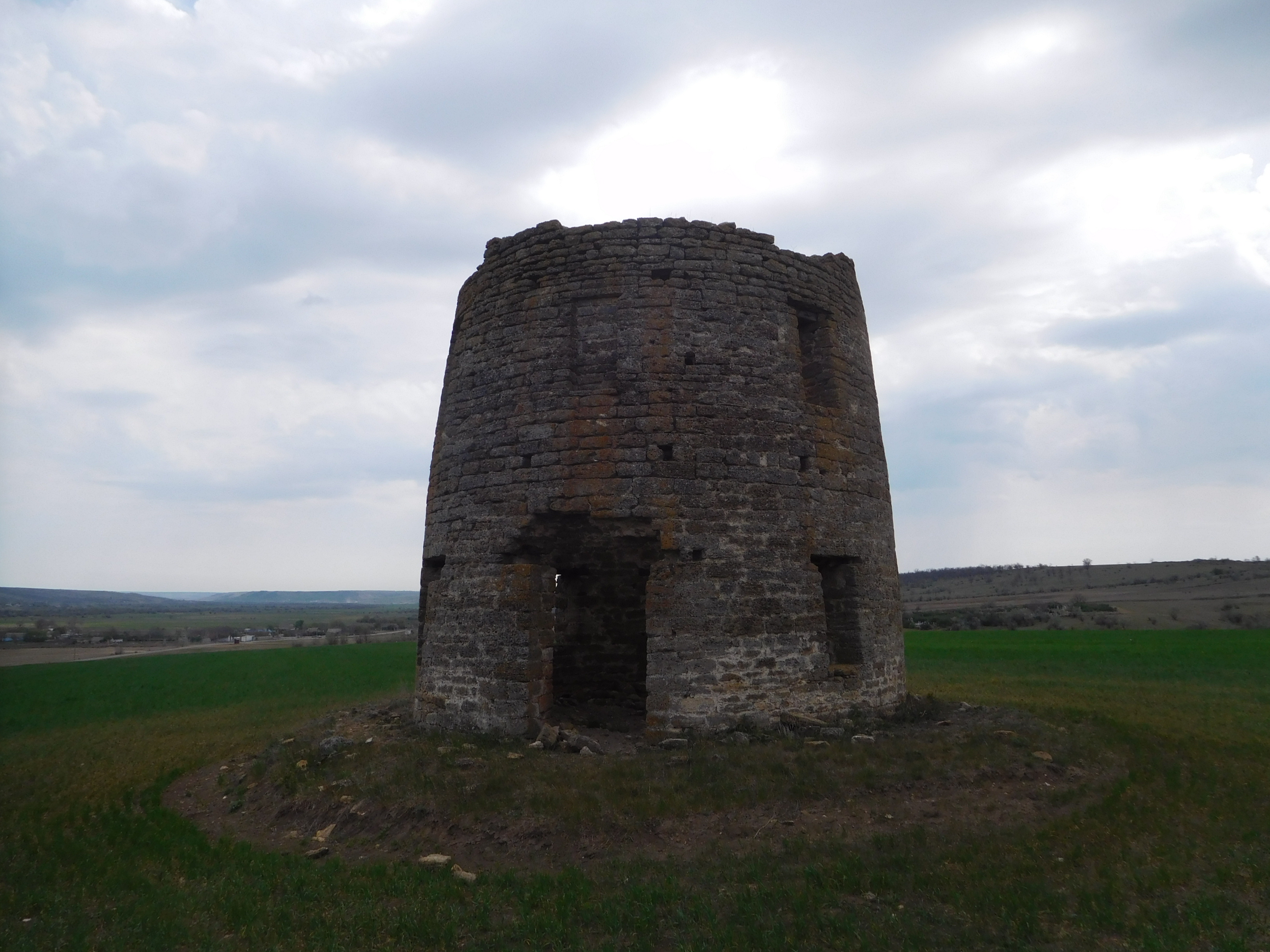
Руїни старого млина

Згідно з переписом 1989 року населення села становило 340 осіб, з яких 160 чоловіків та 180 жінок.
За переписом населення 2001 року в селі мешкали 363 особи.
Станом на 2021 рік в селі зареєстровано 272 осіб, фактично проживає- 186 осіб 

### Мова
Розподіл населення за рідною мовою за даними перепису 2001 року:
| Мова       | Відсоток |
| ---------- | -------- |
| українська | 83,01 %  |
| румунська  | 8,22 %   |
| російська  | 6,85 %   |
| єврейська  | 0,82 %   |
| білоруська | 0,27 %   |
| болгарська | 0,27 %   |